# Andrés de Angulo
Andrés de Angulo (m. Segovia, 1687) fue un religioso español, inquisidor de Valencia y Sevilla, y obispo de Segovia.
Escribió la Aprobación auténtica de la aparición de Nuestra Señora del Milagro de Hornuez en 1687. Fue suya la llamada casa del Deán, ubicada en la plaza de la Merced, fallecido en la ciudad y enterrado en la catedral de Segovia en agosto de 1687.
| Predecesor: Francisco Antonio Caballero | Obispo de Segovia 1685 – 1687 | Sucesor: Fernando de Guzmán y Portocarrero |